# Chồn sói
Chồn sói (tiếng Anh: wolverine, /ˈwʊlvəriːn/, danh pháp hai phần: Gulo gulo (Gulo là từ ngữ Latin cho "thói phàm ăn"), còn có những tên goi như glutton, carcajou, gấu chồn hôi, hoặc quickhatch, là loài lớn nhất thuộc họ Mustelidae (họ chồn) trên cạn. Đây là loài ăn thịt chắc nịch và cơ bắp, tương đồng chặt chẽ với một con gấu nhỏ hơn loài chồn. Chồn sói, loài động vật đơn độc, mang danh tiếng hung hăng và sức mạnh rất lớn so với trọng lượng, kích thước của cơ thể, khi đi săn có khả năng giết những con mồi lớn hơn chúng nhiều lần.
Chồn sói sinh sống chủ yếu tại rừng taiga phương bắc, cận Bắc Cực và lãnh nguyên núi cao thuộc bắc bán cầu, số lượng lớn nhất ở phía bắc Canada, tiểu bang Alaska, Bắc Âu, khắp miền tây nước Nga và Siberia. Quần thể đã sụt giảm ổn định từ thế kỷ 19 do đối mặt nạn đánh bẫy, phạm vi giảm và chia cắt sinh cảnh, chồn sói không tồn tại căn bản từ điểm cuối phía nam phạm vi châu Âu của chúng.

## Tên gọi
Trong tên gọi quốc tế hiện đại, loài này có tên là wolverine; từ ngữ này được biến thể từ wolvering, trong tiếng Anh cổ vào thế kỷ 16. Với tiền tố wolv-, có nghĩa là chó sói.

## Đặc điểm sinh học

### Hình dáng
Về mặt giải phẫu, chồn sói khá chắc nịch và cơ bắp. Với đôi chân ngắn, đầu rộng và tròn, đôi mắt nhỏ và đôi tai tròn ngắn, nó trông giống như một con gấu hơn những con chồn khác. Mặc dù chân nó ngắn, bàn chân năm ngón lớn và tư thế đi cả bàn chân tạo điều kiện cho nó dễ dàng di chuyển trên lớp tuyết sâu.
Chồn sói trưởng thành có kích thước của một con chó trung bình, với chiều dài thay đổi, thường là 65–107 cm (26–42 in), và đuôi 17–26 cm (6,7–10 in), với trọng lượng 9–25 kg (20-55 lb), mặc dù con đực đặc biệt lớn có thể nặng tới 32 kg (71 lb). Con đực lớn hơn khoảng 30% so với con cái và có thể nặng gấp đôi. Chiều cao vai từ 30 đến 45 cm (12–18 in). Nó là loài chồn lớn nhất sống trên mặt đất. Chỉ có rái cá biển và rái cá khổng lồ của lưu vực sông Amazon là lớn hơn.
Chồn sói có lớp lông dày, đen, chứa dầu rất kỵ nước, làm cho nó có khả năng chống sương giá. Giống như nhiều loài chồn khác, nó có tuyến hương thơm mạnh ở hậu môn được sử dụng để đánh dấu lãnh thổ và phát tín hiệu tình dục. Giống như nhiều loài chồn khác, chúng có một răng hàm đặc biệt ở phía sau miệng được xoay 90 độ, về phía bên trong của miệng. Đặc trưng này cho phép chồn sói có thể xé thịt từ con mồi hoặc xác chết đã bị đông cứng.

### Lối sống và sinh thái
Chồn sói là một động vật ăn thịt và ăn xác thối mạnh mẽ và nhanh nhẹn. Con mồi chủ yếu bao gồm động vật có vú nhỏ đến lớn, nhưng chồn sói được ghi nhận đã giết chết con mồi như hươu trưởng thành lớn hơn nó nhiều lần. Con mồi bao gồm nhím, sóc, hải ly, chuột marmot, thỏ, chuột đồng, chuột nhắt, chuột chù, chuột lemming, tuần lộc, hươu, nai đuôi trắng, hươu Bắc Mỹ, cừu, nai sừng tấm và nai lớn. Đôi khi chúng săn cả động vật ăn thịt nhỏ bao gồm chồn mác, chồn rái cá, cáo, linh miêu Canada, chồn triết, linh miêu Á-Âu, và sói đồng cỏ và chó sói con.
Chồn sói thường theo đuổi con mồi sống tương đối dễ bắt, bao gồm động vật rơi vào bẫy, động vật có vú mới sinh, và nai (bao gồm cả nai lớn và nai sừng tấm trưởng thành) khi chúng đang bị suy yếu do mùa đông hoặc không di động được bởi tuyết lớn. Chế độ ăn của chúng đôi khi được bổ sung bằng trứng chim, chim (đặc biệt là ngỗng), rễ, hạt cây, ấu trùng côn trùng, và quả mọng. Phần lớn thức ăn của chồn sói có nguồn gốc từ thịt thối rữa, mà chúng phụ thuộc gần như hoàn toàn trong mùa đông và đầu mùa xuân. Chồn sói có thể tự mình tìm thấy xác chết, ăn nó sau khi các động vật ăn thịt ăn no (đặc biệt là bầy sói) hoặc chỉ đơn giản là cướp nó từ động vật ăn thịt khác. Cho dù ăn mồi sống hoặc xác chết, phong cách ăn của chồn sói có vẻ phàm ăn, dẫn đến biệt danh là "tham ăn" (cũng là cơ sở của tên khoa học). Tuy nhiên, phong cách ăn này được cho là một sự thích nghi với thức ăn mà hầu như không gặp được, đặc biệt là trong mùa đông.
Trang bị bộ hàm khỏe, móng vuốt sắc nhọn, và một lớp da dày, chồn sói, giống như hầu hết các loài chồn, là khá mạnh mẽ với kích thước của chúng. Chúng có thể chống lại kẻ thù lớn hơn hoặc nhiều hơn như những con sói hay gấu. Có nhiều báo cáo cho rằng chồn sói đã chiến thắng trong cuộc chiến sinh tồn với gấu đen, gấu bắc cực hoặc cả loài sói.
Chồn sói sống ở cựu thế giới (cụ thể, Fennoscandia) là những kẻ đi săn hoạt động hơn những họ hàng Bắc Mỹ của chúng. Điều này có thể là do loài săn mồi cạnh tranh tại đại lục Á Âu không phải là dày đặc, làm cho việc đi săn săn cho bản thân thực tế hơn là chờ đợi một động vật khác giết chết con mồi và sau đó cố gắng cướp lấy nó. Chúng thường ăn xác chết bỏ lại từ những con sói, nên các thay đổi về số lượng sói có thể ảnh hưởng đến số lượng chồn sói. Chồn sói cũng đôi khi ăn thực vật.
Con đực thành công sẽ hình thành mối quan hệ lâu dài với hai hoặc ba con cái, mà nó sẽ ghé thăm thường xuyên, trong khi những con khác bị bỏ lại mà không có một người bạn đời. Mùa giao phối diễn ra trong mùa hè, nhưng việc cấy ghép thực tế của phôi thai (túi phôi) trong tử cung được lưu lại cho đến đầu mùa đông, trì hoãn sự phát triển của thai nhi. Con cái thường sẽ không sinh con nếu thức ăn khan hiếm. Thời gian mang thai của chồn sói là 30-50 ngày. Thường là hai hoặc ba con non được sinh ra vào mùa xuân. Các con non phát triển rất nhanh, đạt kích cỡ trưởng thành trong năm đầu tiên của vòng đời từ 5 năm (với cá thể đặc biệt) cho đến 13 năm. Con bố đến thăm con cái của nó cho đến khi cai sữa lúc 10 tuần tuổi. Khi con non được khoảng sáu tháng tuổi, con bố cũng kết nối lại với con non và đi cùng nhau trong một thời gian.

## Phân bố
Chồn sói sống chủ yếu ở Bắc Cực và các khu vực núi cao của miền Bắc Canada, Alaska, Siberia, Scandinavia. Chúng cũng có nguồn gốc từ phần châu Âu của Nga, các nước vùng Baltic, vùng Viễn Đông của Nga, phía đông bắc Trung Quốc và Mông Cổ. Chồn sói cũng được thấy xa về phía nam như Sierra Nevada, gần hồ Tahoe. Chúng cũng được tìm thấy với số lượng thấp trong dãy núi Rocky và Cascades phía Bắc của Hoa Kỳ, và xa về phía nam và phía đông như Michigan. Tuy nhiên, hầu hết chồn sói Bắc Mỹ sống tại Canada.
Tổng số lượng chồn sói trên thế giới không được biết. Tuy nhiên chúng có mật độ thấp và đòi hỏi một lãnh thổ rất lớn. Lãnh thổ của một con chồn sói đực có thể lớn hơn 620 km2 (240 mi2), bao gồm phạm vi của một số con cái có lãnh thổ nhỏ hơn khoảng 130 - 260 km2 (50-100 mi2). Chồn sói cái chui sâu vào tuyết trong tháng hai để tạo ra một cái hang, được sử dụng cho đến khi cai sữa vào giữa tháng Năm.

## Phân loài
- Họ Chồn Mustelidae
  - Phân họ Chồn Mustelinae
    - Chi Gulo
      - Loài Gulo Gulo
        - Phân loài Gulo gulo albus (Kerr, 1792)
        - Phân loài Gulo gulo gulo (Linnaeus, 1758)
        - Phân loài Gulo gulo katschemakensis (Matschie, 1918)
        - Phân loài Gulo gulo luscus (Linnaeus, 1758)
        - Phân loài Gulo gulo luteus (Elliot, 1904)
        - Phân loài Gulo gulo vancouverensis (Goldman, 1935)

## Hình ảnh

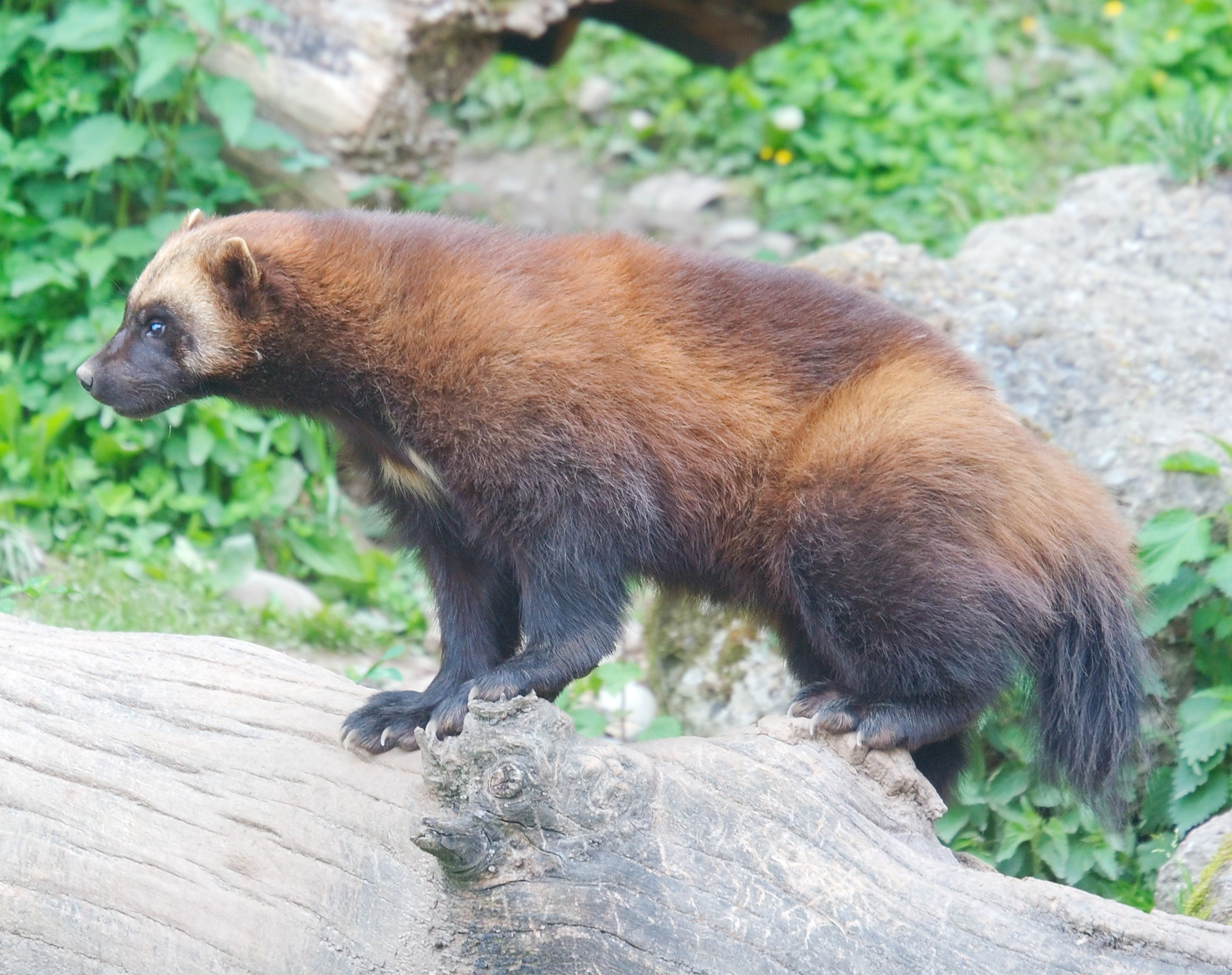
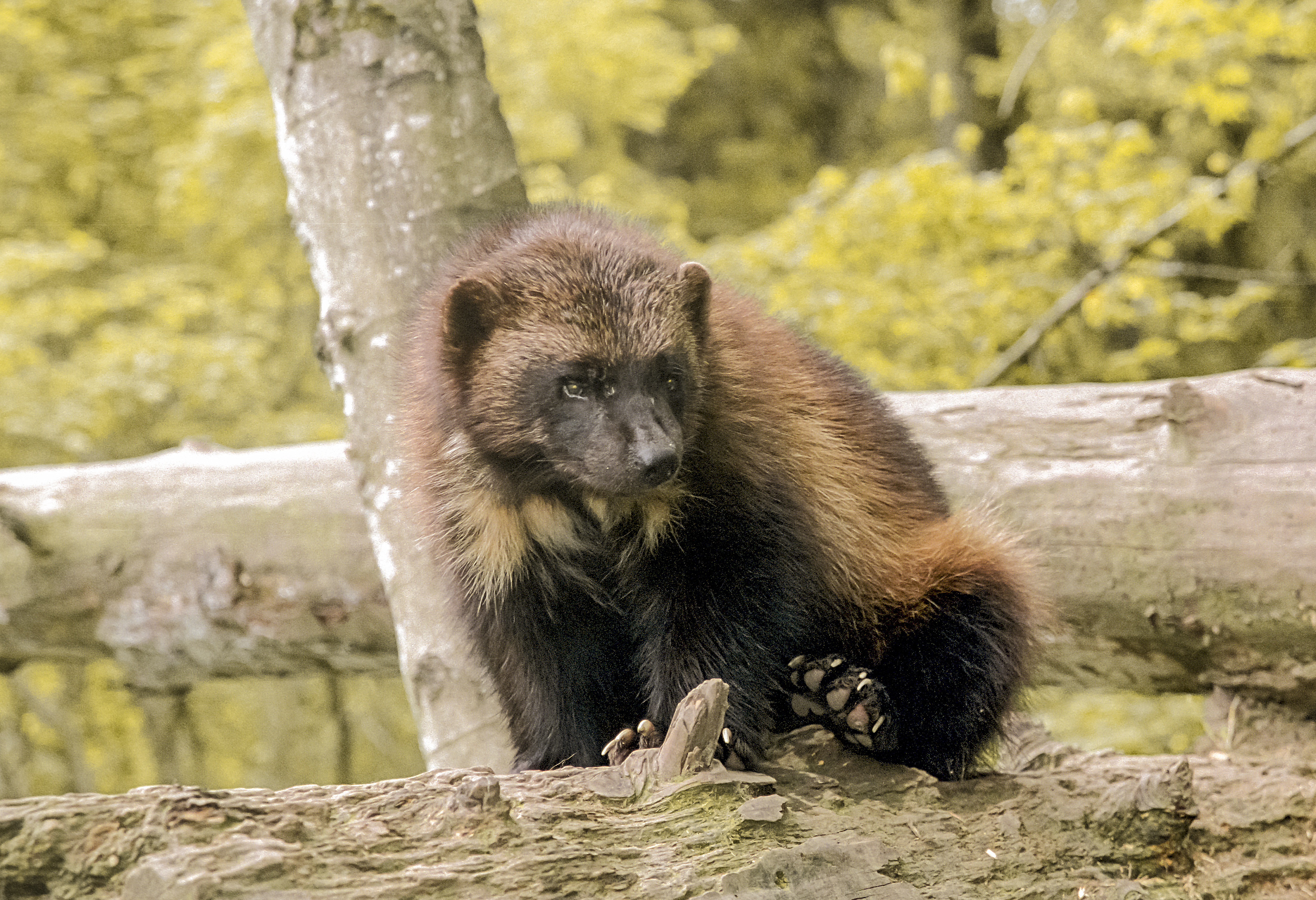